# 橋咀洲

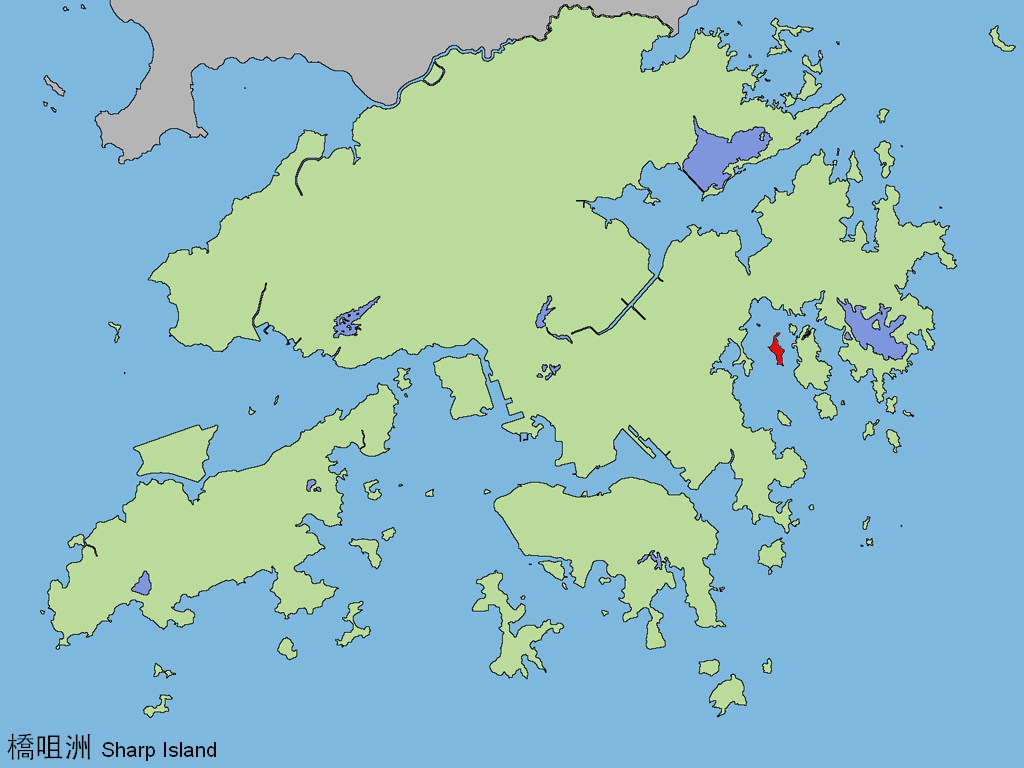
香港における橋咀洲の位置

橋咀洲（キュウツイチャウ、英語: Sharp Island）、または橋咀島（キュウツイとう）は、香港新界西貢区にある無人島で、西貢市から南東部約2キロに位置する。

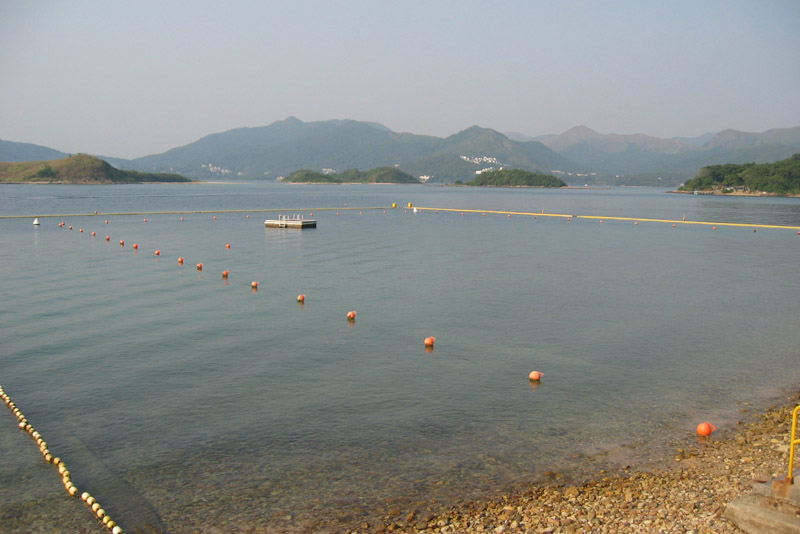
橋咀洲のビーチ

半月湾という白浜のビーチがあり、海水浴客向けの施設がある。火成岩から成る全長約700メートルの砂州は橋咀洲と隣の小島「橋頭」に繋がっている。1億年以上前に島で火山爆発による形成された地層群が露出している。
西貢市からサンパンで行ける。

## 参考リンク
1. ↑  西貢中心部から最も近い地質公園のビーチ
2. ↑  西貢に行ってきた